# 壁昌
壁昌（?—1854年），又做璧昌，字东垣，额勒德特氏，蒙古镶黄旗人。清朝政治人物。

## 生平
其父和瑛，官至尚书，长期在西北地区为官。壁昌长期受到他父亲的熏陶，见闻较广，又特别知晓新疆的情况，《清史稿·壁昌传》中称其有吏才:11。

### 早年
由工部笔帖式铨选为河南阳武知县后，壁昌又先后担任直隶枣强知县、大名府知府等职位。道光七年（1827年）壁昌奉旨随钦差大臣那彦成前往新疆，办理镇压张格尔第三次叛乱的善后事宜。那彦成很赏识他，很多事情都凭借他的见解来办:11。

### 任职叶尔羌
道光九年（1829年），壁昌被选拔为头等侍卫，充任叶尔羌办事大臣。他改变以往的陈规陋俗，清查私垦田地，并将查出应收的税粮折银完税，一部分拨补阿克苏、乌什、喀喇沙尔的俸饷，另一部分则作为叶尔羌的经费。在他的治理下，叶尔羌城的粮财都比较充足，同时他试开渠道，体恤百姓。为了缓和汉回关系，他还修建了一座新的汉城，并使那里出现过“百货辐辏，倍于往时”的兴隆景象:11-12。
道光十年（1830年）八月，浩罕汗国进犯西疆，围困喀喇沙尔、英吉沙尔两城長達两月。后浩罕听说扬威将军长龄命哈哴阿、胡超救援，便主动撤军。几个月后，浩罕汗国又率万余人进犯叶尔羌城，壁昌团结维族各个首领，扼守科热巴特、亮噶尔等要隘。后两军在叶城的战斗中，壁昌以少胜多，击败浩罕军队。得胜后，加副都统衔，不久又授镶黄旗汉军副都统。在其后的三个月，壁昌又连续击败浩罕汗国的三次进攻。道光帝赏他头等台吉，并准奏壁昌为其先祖追爵:12-13。

### 中年
道光十一年（1831年），壁昌升任参赞大臣，全权管理新疆事务，并改驻叶尔羌。上任后，他开垦荒地、修渠筑坝，并立碑划界，避免回汉矛盾。同时他增兵西疆，大大地加强了边防能力。道光十三年（1833年）壁昌返京任职，其后又担任乌什办事大臣、凉州将军（副都统）等职务。十七年十一月（1837年12月），壁昌调任阿克苏办事大臣，期间多欢参劾他“任性妄为，骚扰台站”，不过在陕甘总督恩特亨额的澄清下免去一次处分:13-14。
道光二十年（1840年）2月，壁昌任察哈尔都统。十二月，任伊犁参赞大臣。二十二年（1842年）三月，调任陕西巡抚，赴任途中同乌鲁木齐都统惠吉秉公审理了乌什城守营都司徐庆元纵其妾“盘剥兵丁，复任科敛”的事件，后壁昌又任福州将军:14。
道光二十三年（1843年），壁昌升任两江总督。因当时正值清朝战败，签署《南京条约》后，所以壁昌为了加强海防，便奏请增设福山镇水师总兵。随后他又在五龙山、北固山以及圌山关、鹅鼻嘴等地修筑炮台炮堤:14。任职期间，御史刘良驹曾奏请清廷将北方商贩凭票运销食盐的制度向南推行。壁昌上疏以“淮南地广引多，价昂课重，行销之不齐，堵缉之难易，与淮北迥别”等理由反对，最终清廷接受了他的意见，票盐制未在淮南推行:14-15。

### 晚年
道光二十七年（1847年），壁昌进京觐见，留京任内大臣，不久后再次出任福州将军，数月后因病请假。咸丰三年（1853年），太平天国北伐军逼近津京，壁昌受任巡防大臣。咸丰四年（1854年）逝世，追赠太子太保，并给以勤襄的谥号:15。

## 著作
- 《叶尔羌守城纪略》一卷
- 《边守辑要》一卷（抄本）
- 《兵武见闻录》
- 《牧令要诀》一卷
- 《壁勤襄公遗书》

## 家庭
- 父乾隆三十六年（1771年）辛卯恩科进士和瑛。
- 妻金佳氏；其父正黄旗满洲福英，祖父勤恪公金簡，祖姑母金佳氏封乾隆帝之淑嘉皇貴妃，姑母金佳氏嫁内务府正白旗汉军李海慶（其父乾隆丁巳恩科進士李質穎）。
- 子直隶总督恭勤公恆福。其女額爾德特氏嫁光緒三年（1877年）丁丑科进士、镶白旗宗室盛昱。
- 子谦福，侍卫。
- 子同福。孙同治戊辰科進士錫珍，其孙女额尔德特氏文绣系末代皇帝溥儀之淑妃。

## 延伸阅读
[在维基数据编辑]
 《清史稿·卷368》，出自趙爾巽《清史稿》